# Tossal de les Forques (Sant Ramon)
El Tossal de les Forques és una muntanya de 669 metres que es troba al municipi de Sant Ramon, a la comarca catalana de la Segarra.